# Myotis horsfieldii
Myotis horsfieldii es una especie de murciélago de la familia Vespertilionidae.

## Distribución geográfica
Se encuentra en China, India Indonesia Malasia, Birmania, Filipinas, Tailandia y Vietnam.